# Smoke + Mirrors (Imagine Dragons album)
Smoke + Mirrors er bandet Imagine Dragons andet album, der udkom 17. februar 2015. 
| Musik | Spire Denne musikartikel er en spire som bør udbygges. Du er velkommen til at hjælpe Wikipedia ved at udvide den. |